# Dorinel Ursărescu
Dorinel Ursărescu (n. 29 ianuarie 1962, Roman, România) este un fost politician român deputat în legislaturile 2004-2008 și 2012-2016.    

## Controverse
Pe 19 decembrie 2014 Dorinel Ursărescu a fost trimis în judecată de procurorii DNA pentru infracțiunea de folosire a influenței în scopul obținerii de foloase necuvenite. Pe 12 iunie 2017 Dorinel Ursărescu a fost condamnat definitiv de Înalta Curte de Casație și Justiție la un an de închisoare cu suspendare în acest dosar. Pe 27 decembrie 2017 Dorinel Ursărescu a fost trimis in judecată de DNA într-un al doilea dosar fiind acuzat de cumpărare de influență. Pe 6 iulie 2020 Curtea de Apel Bacău l-a condamnat definitiv la 2 ani și 4 luni închisoare cu suspendare.
1. ↑  „condamnare”.
2. ↑  „condamnare 2”.